# Абсциса

Координатні осі

Абсциса, відрізна (лат. abscissa — відрізок) — одна з координат точки в декартовій системі координат. На (х, у)-графіку відповідає горизонтальній осі х, тоді як у відповідає ординаті точки. Наприклад, точка з координатами (6, 3) має абсцису 6.
Вперше цей термін був застосований в такому контексті Ґотфрідом Лейбніцом.